# Бекич, Амер
Амер Бекич (босн. Amer Bekić; род. 5 августа 1992, Тузла) — боснийский футболист, нападающий клуба «Радник» (Хаджичи).
В 2011 году сыграл один матч за сборную Боснии и Герцеговины.

## Карьера
Футбольную карьеру начинал в 2009 году в составе клуба «Слобода». Дебютировал 17 ноября 2009 в матче против «Рудар Приедор».
В 2011 году подписал контракт с клубом «Зриньски».
В 2014 году перешёл в «Сараево».
Летом 2017 года стал игроком казахстанского клуба «Тобол».

## Достижения
«Зриньски»
- Чемпион Боснии и Герцеговины (1): 2013/14[5]

«Сараево»
- Чемпион Боснии и Герцеговины (1): 2014/15[5]